# غدوة (ليبيا)
غدوة: هي واحة صحراوية في منطقة فزان، جنوب غرب ليبيا.

## أنظر[3][4]أيضا
- قائمة مدن ليبيا